# Eichendorffové

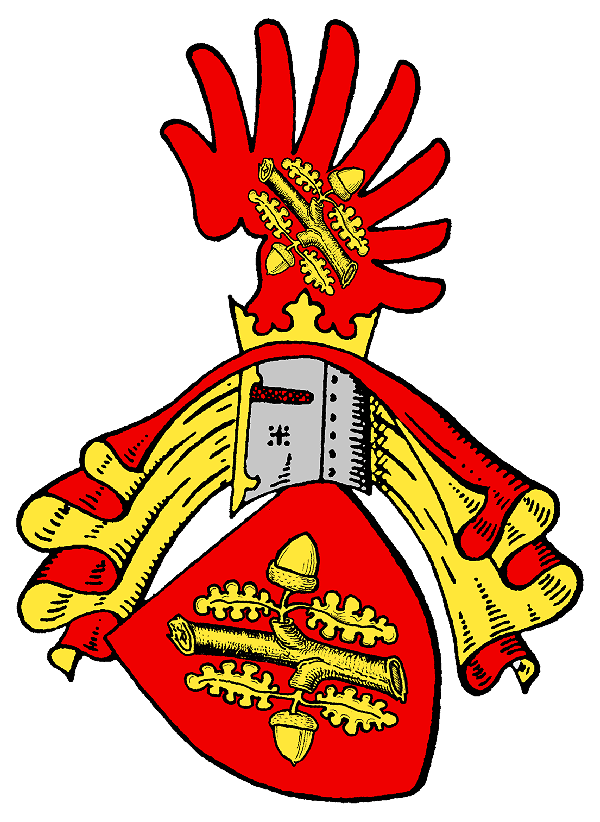
Erb Eichendorffů

Eichendorffové, někdy též Eichendorfové (něm. von Eichendorff), jsou původně bavorský rytířský rod usazený od poloviny 17. století ve Slezsku a na Moravě. Z rodu pocházel významný německý romantický básník Joseph von Eichendorff (1788–1857).

## Historie
Eichendorffové se poprvé připomínají už v 11. století jako manové pasovských biskupů. Od poloviny 14. století se objevují v Braniborsku jako držitelé církevních lén a menších statků. Zakladatelem slezské větve rodu byl evangelík Jindřich z Eichendorffu, jehož tři synové sloužili v době třicetileté války v císařské armádě, stali se katolíky a usadili se na Krnovsku.
Na počátku 19. století začal Johann Friedrich svobodný pán Eichendorf (1760–1815) na šilheřovickém panství, které koupil v roce 1787 od Karla Larische, s dolováním černého uhlí. První propůjčky mu byly uděleny roku 1803 na uhelné sloje na Landeku, a to na otvírku dolu ve sloji Natela, a v roce 1805 na sloje Filipína, Jan a Klementina v katastru Koblova. Doly nesly název Šilheřovické doly. Po smrti Johanna Eichendorfa a podle jeho závěti z roku 1815 prošlo vlastnictví dolů a panství komplikovaným vývojem a postupně jej získalo několik majitelů. Od majitelského konsorcia z kruhu rodin hrabat Hoverdenů a hrabat Matuschků koupil panství s doly v roce 1835 Hubert svobodný pán Stücker z Wayersdorfu.

## Erb
V červeném poli kosmo ležící uříznutá část zlaté dubové větve, z níž nahoru i dolů vyrůstají zlaté žaludy a listy. Klenot stejný jako znamení ve štítu, přikryvadla červeno–zlatá. Jedná se o tzv. mluvící znamení, die Eiche znamená německy dub.